# Sentenac-d'Oust
Sentenac-d'Oust är en kommun i departementet Ariège i regionen Occitanien i södra Frankrike. Kommunen ligger  i kantonen Oust som ligger i arrondissementet Saint-Girons. År 2022 hade Sentenac-d'Oust 105 invånare.

## Befolkningsutveckling
Antalet invånare i kommunen Sentenac-d'Oust
Referens: INSEE